# یواس‌اس ویو (۱۸۳۶)
یواس‌اس ویو (۱۸۳۶) (به انگلیسی: USS Wave (1836)) یک کشتی بود. این کشتی در سال ۱۸۳۲ ساخته شد.